# Lian (sockenhuvudort i Kina, Tibet Autonomous Region, lat 29,30, long 89,55)
Lian (kinesiska: 联, 联乡) är en sockenhuvudort i Kina. Den ligger i den autonoma regionen Tibet, i den sydvästra delen av landet, omkring 160 kilometer väster om regionhuvudstaden Lhasa. Antalet invånare är 4 823. Befolkningen består av 2 235 kvinnor och 2 588 män. Barn under 15 år utgör 26,0 %, vuxna 15-64 år 68 %, och äldre över 65 år 5,0 %.
Runt Lian är det glesbefolkat, med 16 invånare per kvadratkilometer. Närmaste större samhälle är Karmai, 19,6 km söder om Lian. Trakten runt Lian består i huvudsak av gräsmarker.
Genomsnittlig årsnederbörd är 648 millimeter. Den regnigaste månaden är juli, med i genomsnitt 184 mm nederbörd, och den torraste är januari, med 4 mm nederbörd.